# Wegberg
Wegberg is een middelgrote stad in de Kreis Heinsberg in Noordrijn-Westfalen (Duitsland). Wegberg telt 28.130 inwoners (31 december 2020) op een oppervlakte van 84,32 km². De gemeente grenst over een afstand van ongeveer 8 kilometer aan Nederlands Limburg.

## Stadsdelen
Arsbeck, Beeck, Beeckerheide, Berg, Bischofshütte, Bissen bei Beeck, Bissen bei Wegberg, Broich, Brunbeck, Busch, Dalheim-Rödgen, Ellinghoven, Felderhof, Flassenberg, Gerichhausen, Gripekoven, Harbeck, Holtmühle, Holtum, Isengraben, Kehrbusch, Kipshoven, Klinkum, Mehlbusch, Merbeck, Moorshoven, Petersholz, Rath-Anhoven, Rickelrath, Schönhausen, Schwaam, Tetelrath, Tüschenbroich, Uevekoven, Venheyde, Venn, Watern, Wegberg, Wildenrath.

## Geschiedenis
Wegberg werd voor het eerst in 966 genoemd onder de naam Berck. De wegen die naar de brug over de Swalm leiden deden de naam Wegberg ontstaan. Dit riviertje vormde eeuwenlang tussen de Mühlenbach en de Beeckbach ook de grens tussen het
hertogdom Gelre en het hertogdom Gulik.
Gelders Wegberg hoorde bij het Overkwartier en was achtereenvolgens Spaans en Oostenrijks. Net zoals Roermond hoorde Wegberg in 1790 zelfs even bij de Verenigde Nederlandse Staten of de Belgische republiek. In de Franse tijd hoorde het bij het Frans departement Nedermaas.
In 1815 kwam het aan Pruisen.
Op 25 april 1568 vond de slag bij Dalen plaats. Een legertje huurlingen onder Jan van Montigny heer van Villers, die namens Willem van Oranje op weg was naar Roermond, was aldaar door de Spaanse troepen verjaagd. De Spaanse generaal d'Avila joeg het leger op de vlucht richting oosten. Montigny's mannen vluchten nabij de Wegbergse Holtmolen over de Gulickse grens waarna noordoostelijk van Dalen (het latere Rheindahlen) een slag volgde die door de Spanjaarden werd gewonnen. Jan van Montigny werd nadien te Brussel onthoofd in opdracht van Alva. Het gebied bleef onder Spaanse overheersing.

## Bezienswaardigheden
- Burcht Wegberg
- De Sint-Petrus-en-Pauluskerk, een laatgotisch bakstenen bouwwerk uit de eerste helft van de 16e eeuw, met 17e-eeuwse klokkentoren.
- De Evangelische Friedenskirche, modern.
- Voormalig Kruisherenklooster, van 1675
- De Grenzlandring, een betonnen rondweg om het stadje, aangelegd in 1938 in min of meer geheimzinnige omstandigheden, om troepen te verplaatsen in oorlogstijd in westelijke richting. Van 1948-1952 was het een autocircuit, dat na een zwaar ongeval op 31 augustus 1952 waarbij 13 doden vielen werd opgeheven. Vervolgens omgebouwd tot een eenvoudige verkeersweg, die later geasfalteerd is en deels gewijzigd is ten behoeve van de verkeersveiligheid.

## Natuur en landschap
Wegberg ligt op een hoogte van 61 meter.
De Swalm loopt door het stadje en naar het zuiden ligt het natuurgebied Schwalmquellen: Het brongebied van de Swalm.

## Geboren
- David Phillips (1963), Welsh voetballer

## Nabijgelegen kernen
Rickelrath, Merbeck, Arsbeck, Tüschenbroich, Uevekoven, Beeck

## Afbeeldingen

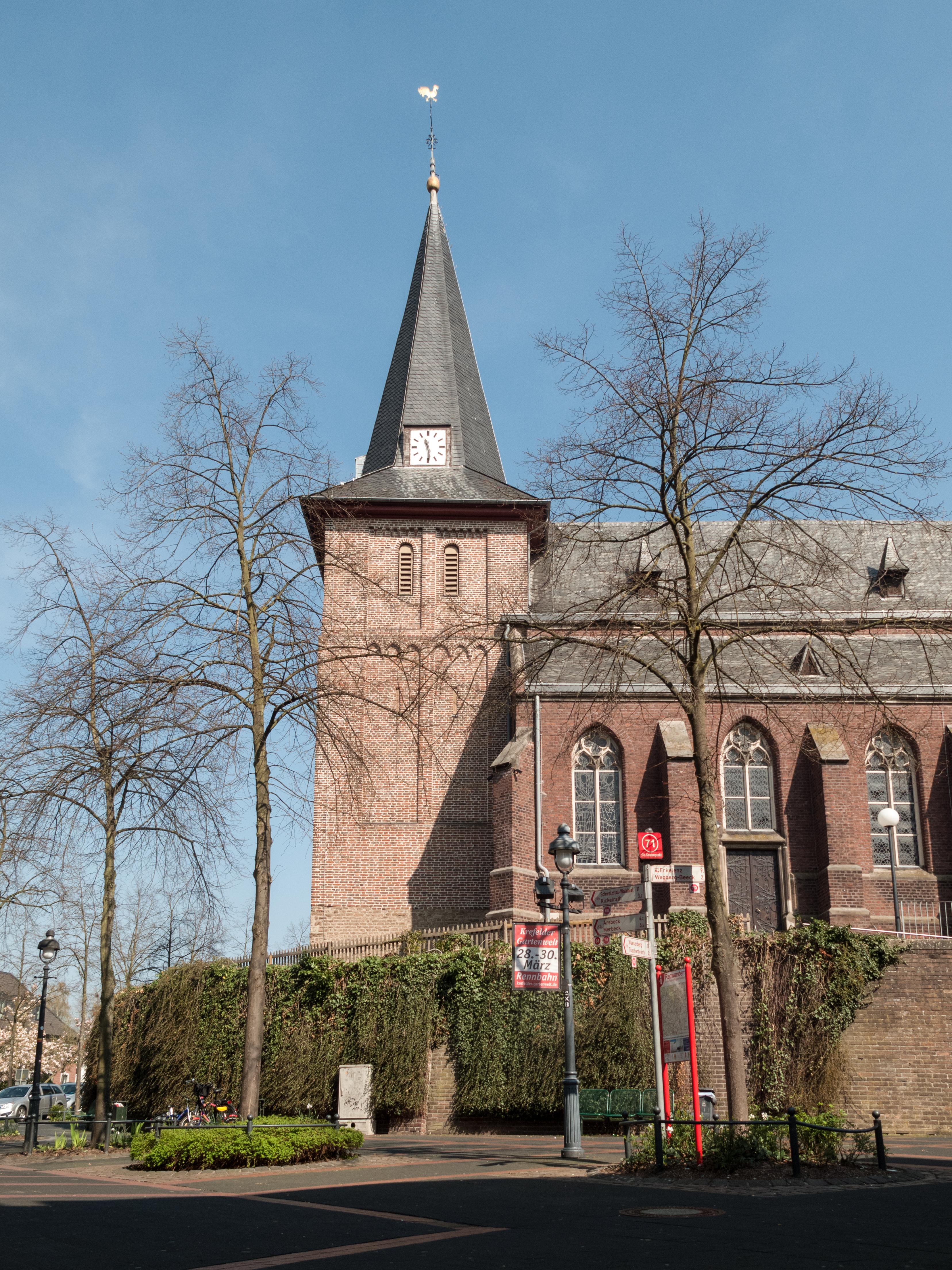
Sint-Petrus-en-Pauluskerk
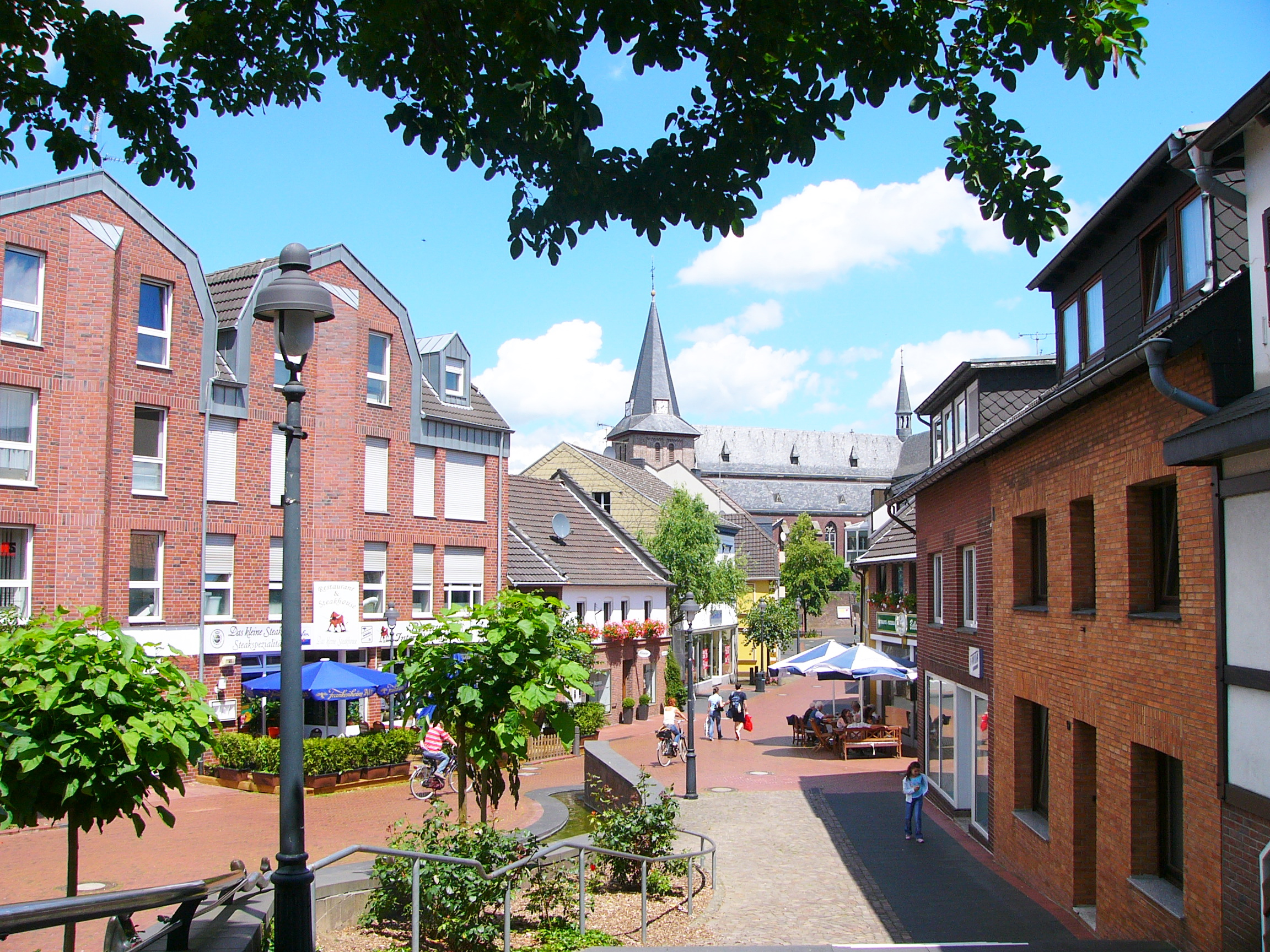
Hauptstraße
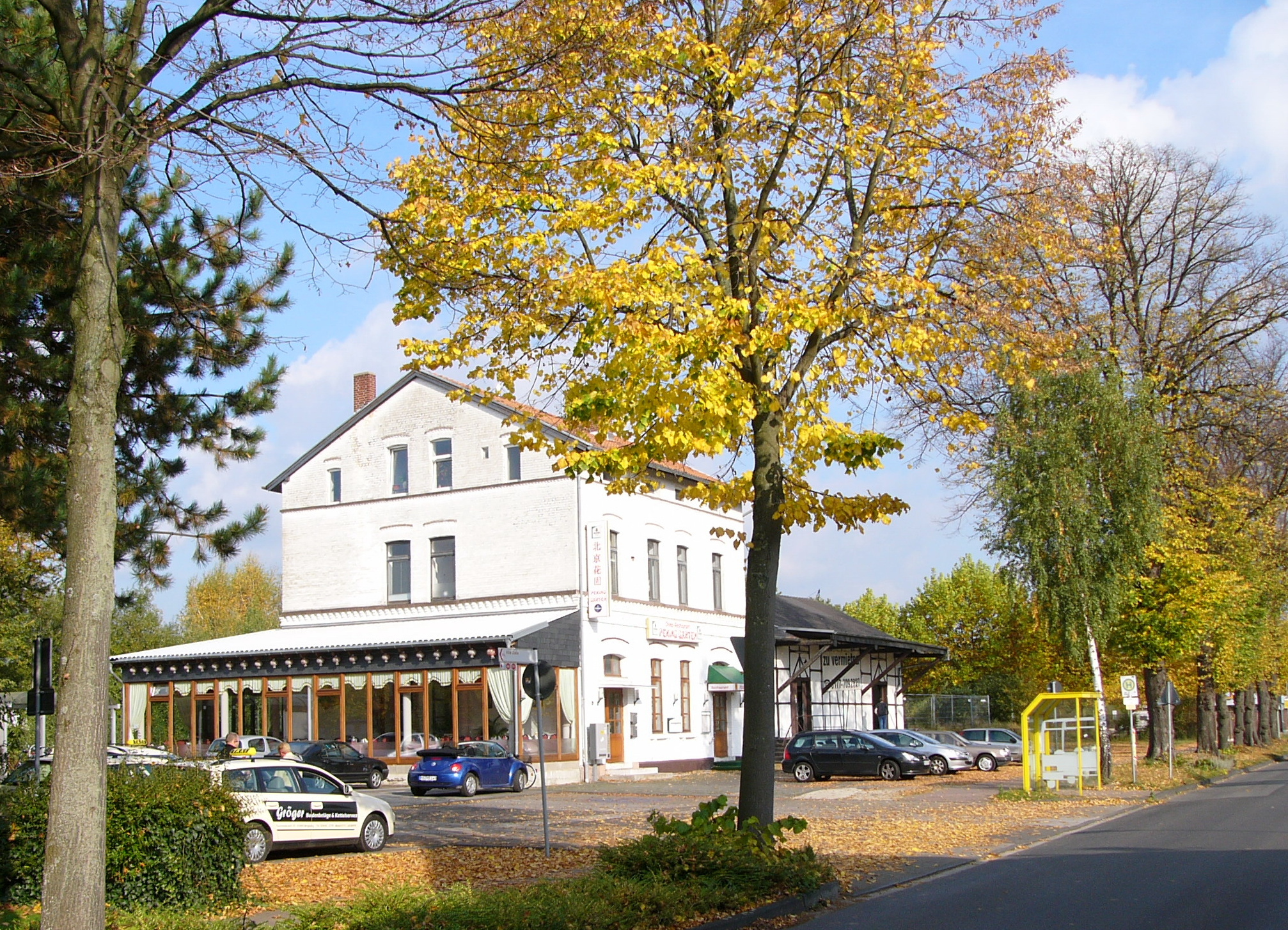
Station
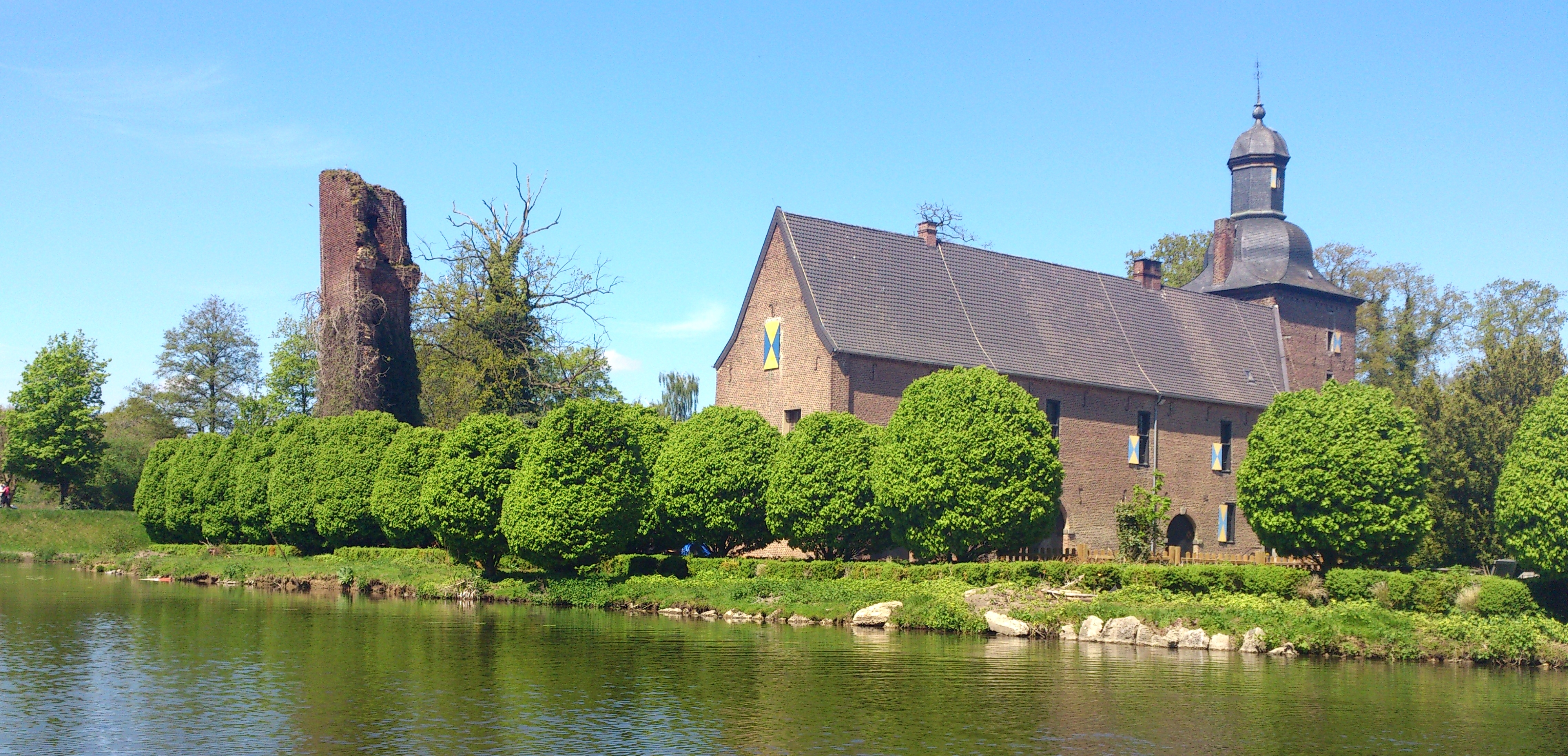
Schloss Tüschenbroich